# 極樂殯儀館
25°03′09.9″N 121°31′38.3″E / 25.052750°N 121.527306°E
極樂殯儀館（Elysium funeral home）是台北市中山區的殯葬禮儀機構。創立於1950年，前身為台灣日治時期由台北市役所經營的葬儀堂，位於今台灣台北十四號、十五號公園附近的葬儀堂建於1942年，主要業務除了提供日本內地人（即來自日本的人）葬儀場所外，並提供西式化公祭祭典及遺體服務，另外也連帶管理葬儀堂所在三橋町一帶的骨灰墓園（即十四號及十五號公園）。火葬場則位在中庄子，現為中山老人住宅。

## 歷史
1945年日治時期結束，葬儀堂本為公營，但因第二次世界大戰前的台灣人不習火葬，業務內容多更動為土葬之前的遺體處理及葬儀等事宜。1950年，台北市長游彌堅無償將其葬儀堂交由上海人錢宗範經營，並將葬儀堂所轄六張犁墓地委交管理。錢宗範除了將葬儀堂改名為極樂殯儀館之外，仍繼續從事葬儀事項，而名義上仍受台北市政府管理。
因外來人口迅速增多、台灣人漸漸接受火葬等因素，在需求大增下，台北市政府特於1965年在瑠公圳末梢沼澤公用地成立台北市立殯儀館，因與極樂殯儀館地點相近且設備較為新穎，自此極樂殯儀館終於撤離三橋町。
不過因為極樂殯儀館仍於1949年無償於六張犁地區獲得10公頃墓地，因此仍繼續以「極樂」之名從事小規模喪葬事務，並擁有2萬座骨灰塔與墓地。2005年，極樂殯儀館甚至有其總價值新台幣40億元的整建墓地計劃，因為土地使用有其爭議與糾紛，曾引起媒體討論。
在1950年代，當政治犯遭槍決後，其遺體統一交付極樂殯儀館處理。家屬必須要到極樂殯儀館才能領取屍體。然而，對於外省籍的罹難者家屬來說，他們不在臺灣，根本無從得知親人已經遭難，更遑論前來領屍。對於本省籍的罹難者家屬來說，則因贖屍金費用可觀，且不無再被特務盯上的危險，因此也有許多人未能領屍。這些無人認領的遺體，便由極樂殯儀館處置。他們或將之埋在六張犁墓區的一個亂葬崗，或火化後送至墓區靈骨塔內安置，或交由軍醫院做解剖教學後再土葬或火葬。

## 參閲
- 臺北市第一殯儀館